# I'm Gonna Knock on Your Door
I'm Gonna Knock on Your Door är en sång skriven av Aaron Schroeder och Sid Wayne, och ursprungligen släppt av The Isley Brothers 1959. Den blev en hitlåt i inspelning av Eddie Hodges 1961. Den nådde som högst placeringen #12 på Billboard Hot 100.

## Coverversioner
- Sången spelades in som cover by Billy "Crash" Craddock på albumet Two Sides of "Crash" 1972, och blev en stor countryhit.
- Kikki Danielsson & Roosarna tolkade 1994 låten albumet Vet du vad jag vet. [1]
- På svenska finns minst fyra textvarianter; Mina kärleksbrev dom vill jag ha igen skriven av Åke Gerhard och utgiven i inspelning av Lill-Babs 1961[2], Min lägenhet vill jag ha igen skriven av Einar Svensson och utgiven i inspelning av Thorleifs 1974 på albumet En dag i juni[3], Två ska man va' skriven av Christer Lundh och utgiven i inspelning av Lotta Engberg 1988 på albumet 100%[4] samt Det låter knackelibang skriven av Gert Lengstrand och utgiven av Vikingarna (musikgrupp) 1982 på Kramgoa låtar 10.[5]

## Övrigt
- Sången användes av Röda korset för dörrknackningskampanj i TV i Australien under 1980-talet. Den toppade listan där 1961.
- Eddie Hodges inspelning blev den 14 oktober 1961 musikhistorisk i Sverige genom att toppa den första "Tio i topp"-listan.[6][7]

## Listplaceringar
| Lista (1961)   | Topplacering           |
| -------------- | ---------------------- |
| Australien     | 1                      |
| Kanada         | 1 (CHUM Hit Parade)    |
| Nederländerna  | 1                      |
| Norge          | 2                      |
| Nya Zeeland    | 7 (Lever Hit Parade)   |
| Storbritannien | 37                     |
| Sverige        | 1 (Radio Nord Topp 20) |
| Sverige        | 1 (Tio i topp)         |
| USA            | 12                     |